# الجائزة الوطنية للقراءة (المغرب)
الجائزة الوطنية للقراءة انطلقت سنة 2014 وتندرج ضمن أهداف وتوصيات شبكة القراءة بالمغرب وشركائها ومدعميها لتشجيع فعل القراءة، وتداول الكتاب بين الفئات الشابة من المجتمع المغربي.

## نبذة عن الجائزة ونشأتها
تنظم شبكة القراءة بالمغرب الجائزة الوطنية للقراءة منذ سنة 2014 بهدف التحسيس، والترسيخ، والتحفيز على فعل القراءة لدى الأطفال والشباب، لتصبح عادة يومية تلازمهم مدى الحياة، وذلك في إطار برنامج تنمية القراءة بالمؤسسات التعليمية، الذي تؤطره شبكة القراءة بالمغرب بدعم من وزارة الشباب والثقافة والتواصل قطاع الثقافة، وبشراكة مع الجامعات والأكاديميات الجهوية للتربية والتكوين، والمديريات الإقليمية على المستوى الوطني. كما تخصص أيضا جوائز لأحسن النوادي القرائية. إضافة إلى انخراط المؤسسات السجنية والإصلاحيات.
يتم الإعلان عن الجائزة الوطني للقراءة بداية شهر نونبر من كل سنة، حيث يتم التسجيل فيها عبر رابط يتم توزيعه عبر مواقع التواصل الاجتماعي، وصحفة الفيسبوك لشبكة القراءة بالمغرب. تستمر عملية التسجيل لمدة شهرين كاملين، تنظم خلالها المسابقات المحلية بالمؤسسات التعليمية لاختيار فائزين من كل مستوى ( فائزين من المستوى الابتدائي الأول وفائزين من المستوى الابتدائي الثاني وفائزين من المستوى الإعدادي وفائزين من المستوى الثانوي)

## الإعلان عن الجائزة
- تم الإعلان عن انطلاق استقبال الترشيحات في بداية شهر نونبر من كل سنة وهي مرحلة تمهيدية لتحفيز التلاميذ بمختلف المستويات التعليمية على الاستعداد للمشاركة في مسابقات الجائزة.
يتم الاحتفاء بالفائزين في الجائزة الوطنية للقراءة في شهر أبريل من كل سنة ضمن فعاليات المعرض الدولي للنشر والكتاب بالرباط 

## مراحل المسابقة
- تنظم المسابقات القرائية على الشكل التالي:
1. المرحلة الأولى: من فاتح يناير إلى نهاية يناير ، وهي مرحلة محلية تُنَظَّم بالمؤسسات، ويتم فيها اختيار قارئين من كل مؤسسة. هذان الأخيران يُسَجِّلان مشاركتهما عبر رابط التسجيل. في حالة عدم تنظيم لجنة تحكيم محلية، يمكن للقارئ أن يسجل مشاركته مباشرة عبر الرابط.
بالنسبة لمستوى الابتدائي المطلوب هو تسجيل فائز(ة) في المستوى الأول (السنة الأولى أو الثانية أو الثالثة)، وفائز(ة) في المستوى الثاني (السنة الرابعة أو الخامسة أو السادسة)

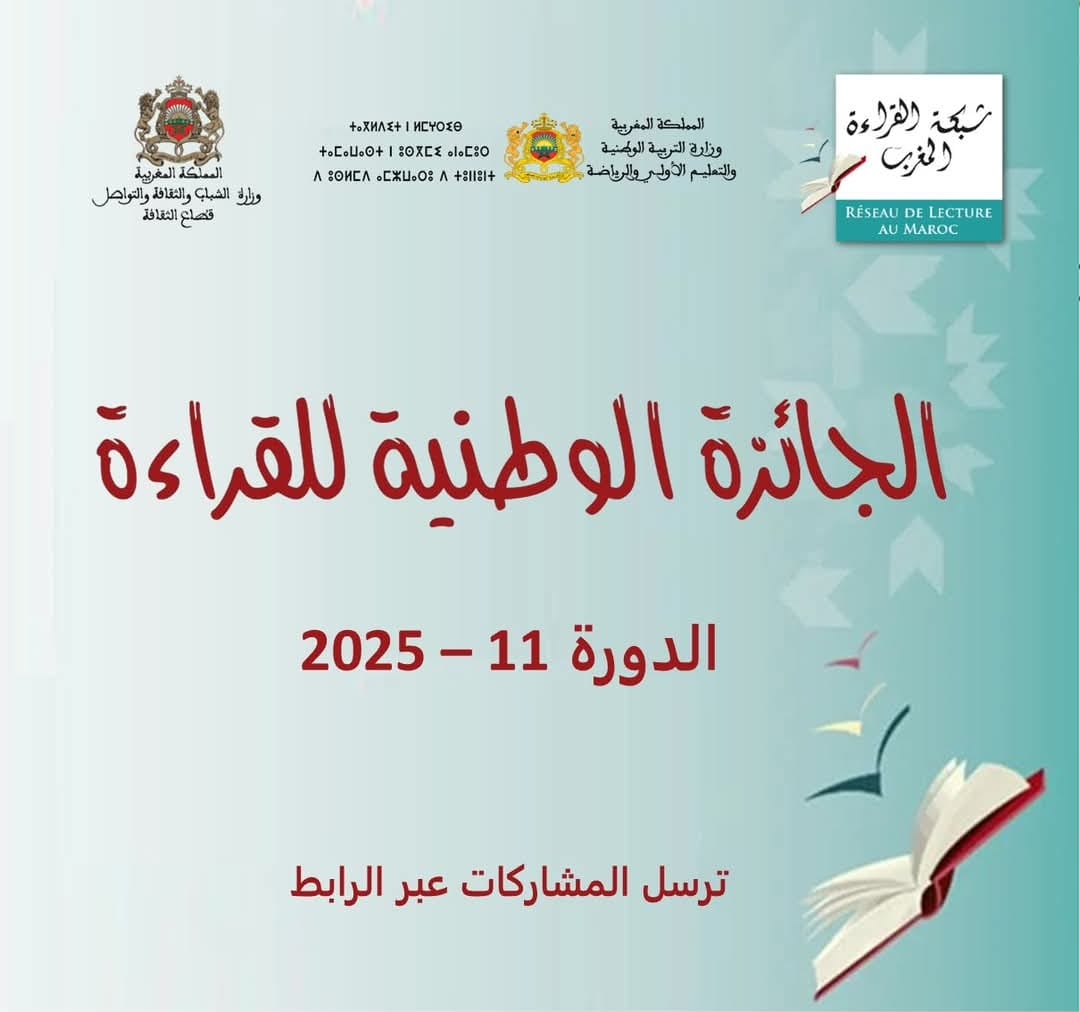
إعلان عن الدورة الحادية عشرة

2. المرحلة الثانية إقليمية، وتنطلق من فاتح فبراير إلى  15 فبراير
3. المرحلة الثالثة جهوية، وتنطلق من فاتح مارس إلى 15 مارس
4. المرحلة الرابعة وطنية، وتنطلق من   16 إلى 30  مارس

## شروط الجائزة
الجائزة خاصة بالقارئات والقراء الشباب المغاربة اللذين يقرؤون بمختلف اللغات، ويشترط في المرشحة أو المرشح للجائزة أن:
1.     أن يكون عمر المرشح بين 7 سنوات و26 سنة
2.     أن لا يكون قد فاز بالجائزة الوطنية للقراءة أو جائزة أخرى للقراءة ( تحدي القراءة العربي، المشروع الوطني للقراءة)
في الثلاث سنوات الأخيرة.
3.     أن يملأ طلب المشاركة عبر الرابط الإلكتروني (لا تقبل المشاركات الورقية)، ويقدم من خلاله قائمة بالكتب المقروءة خلال سنة2024  تتضمن عنوان الكتاب، واسم المؤلف، وعدد الصفحات، مع ترتيبها حسب الصنف (رواية أو قصة، سيرة، علوم)
4.     أن تختار كتابا واحدا وترسل تقديما له ويكتب بأسلوب شخصي، ويكون عدد كلمات التقديم : من 200 إلى 250 كلمة للابتدائي، ومن 300 إلى 500 كلمة للإعدادي، ومن 500 إلى 600 كلمة بالنسبة للتأهيلي ومن 600 إلى 1000 كلمة بالنسبة الجامعي. ويتكون النص من أربع أو خمس فقرات على الأقل وهي:
·      مقدمة قصيرة تبدأ بالعنوان واسم الكاتب ودار النشر والجوائز التي حصل عليها الكاتب،
·      نبذة قصيرة عن الكتاب.
·      الشخصيات (إن كان الكتاب رواية) أو المحتوى إن كان الكتاب فكري،
·       الثيمات أو القضايا التي تناولها الكتاب.
·      وأخيرا اقتباسا واحدا أو اقتباسين من اختيار القارئ
5.     أن يشارك المرشح عن بُعْد في لقاء مع لجنة التحكيم

## معايير اختيار الفائزين
معايير اختيار الفائزين : تعتمد اللجنة أربعة معايير لاختيار الفائزين:
- معيار عدد الكتب ويتعلق بعدد الكتب المقروءة خلال السنة الماضية
- معيار تنوع الكتب من ناحية لغة القراءة، وعدد أصناف الكتب المقروءة (روايات، فكر ودراسات، علوم، شعر، أدب رحلات)
- معيار جودة النص المكتوب من حيث الصياغة والسلامة اللغوية والتفكير النقدي
- معيار المقابلة مع لجنة التحكيم، ويتعلق الأمر بتقييم قدرة المترشح على التعبير والارتجال والسلاسة اللغوية والتمكن من المقروءات

## لجن التحكيم
تنظم لجان التحكيم على المستوى المحلي والجهوي والوطني ويشارك فيها أستاذة وكتاب وإعلاميين، ومن بين الكتاب الذي يشاركون في لجان التحكيم لهاته الجائزة : طارق بكاري، عبد المجيد سباطة، لطيفة لبصير، سعيد منتسب، لطيفة باقا، شعيب حليفي، عزيز أمعي، أنيس الرافعي

## الإعلان عن جائزة أحسن ناد للقراءة
تخصص جوائز لأحسن ناد للقراءة في كل مستوى تعليمي (الابتدائي، الثانوي الإعدادي، الثانوي التأهيلي، الجامعي). حيث تخصص هدية عبارة عن كتب، ويتم الترشيح ابتداء من فاتح يناير إلى نهاية فبراير  ويتم اختيار أحسن ناد في بداية شهر ماي باعتبار المعايير الأتية:
1. هيكلة النادي
2. عدد المشاركين في القراءات ومعدل القراءة للقراء بالنادي
3. مدى الإشعاع داخل المؤسسة عبر تنظيم المعارض واللقاءات مع المثقفين والمؤلفين داخل المؤسسة
4. مدى الإشعاع الإعلامي خارج المؤسسة عبر المشاركة في وسائل الإعلام
5. المشاركة في البرامج القرائية الوطنية لشبكة القراءة بالمغرب أو برامج وطنية أخرى